# Radinista scalarina
Radinista scalarina is een slakkensoort uit de familie van de Vanikoridae. De wetenschappelijke naam van de soort is voor het eerst geldig gepubliceerd in 1940 door Powell.